# Liste des titres musicaux numéro un au Royaume-Uni en 1994
Cette page liste les titres classés no 1 des ventes de disques au Royaume-Uni pour l'année 1994 selon The Official Charts Company.
Les classements hebdomadaires prennent en compte les ventes physiques et sont issus des 75 meilleures ventes de singles (UK Singles Chart) et des 75 meilleures ventes d'albums (UK Albums Chart), puis des 100 meilleures ventes à partir du mois de février 1994. Ils sont dévoilés le dimanche.

## Classement des singles
| №  | Date         | Artiste                                              | Titre                                | Référence |
| -- | ------------ | ---------------------------------------------------- | ------------------------------------ | --------- |
| 1  | 2 janvier    | Chaka Demus & Pliers feat. Jack Radics and Taxi Gang | Twist and Shout                      |           |
| 2  | 9 janvier    | Chaka Demus & Pliers feat. Jack Radics and Taxi Gang | Twist and Shout                      |           |
| 3  | 16 janvier   | D Ream                                               | Things Can Only Get Better           |           |
| 4  | 23 janvier   | D Ream                                               | Things Can Only Get Better           |           |
| 5  | 30 janvier   | D Ream                                               | Things Can Only Get Better           |           |
| 6  | 6 février    | D Ream                                               | Things Can Only Get Better           |           |
| 7  | 13 février   | Mariah Carey                                         | Without You                          |           |
| 8  | 20 février   | Mariah Carey                                         | Without You                          |           |
| 9  | 27 février   | Mariah Carey                                         | Without You                          |           |
| 10 | 6 mars       | Mariah Carey                                         | Without You                          |           |
| 11 | 13 mars      | Doop                                                 | Doop                                 |           |
| 12 | 20 mars      | Doop                                                 | Doop                                 |           |
| 13 | 27 mars      | Doop                                                 | Doop                                 |           |
| 14 | 3 avril      | Take That                                            | Everything Changes                   |           |
| 15 | 10 avril     | Take That                                            | Everything Changes                   |           |
| 16 | 17 avril     | Prince                                               | The Most Beautiful Girl in the World |           |
| 17 | 24 avril     | Prince                                               | The Most Beautiful Girl in the World |           |
| 18 | 1er mai      | Tony Di Bart (en)                                    | The Real Thing                       |           |
| 19 | 8 mai        | Stiltskin                                            | Inside (en)                          |           |
| 20 | 15 mai       | Manchester United Football Squad                     | Come On You Reds                     |           |
| 21 | 22 mai       | Manchester United Football Squad                     | Come On You Reds                     |           |
| 22 | 29 mai       | Wet Wet Wet                                          | Love Is All Around                   |           |
| 23 | 5 juin       | Wet Wet Wet                                          | Love Is All Around                   |           |
| 24 | 12 juin      | Wet Wet Wet                                          | Love Is All Around                   |           |
| 25 | 19 juin      | Wet Wet Wet                                          | Love Is All Around                   |           |
| 26 | 26 juin      | Wet Wet Wet                                          | Love Is All Around                   |           |
| 27 | 3 juillet    | Wet Wet Wet                                          | Love Is All Around                   |           |
| 28 | 10 juillet   | Wet Wet Wet                                          | Love Is All Around                   |           |
| 29 | 17 juillet   | Wet Wet Wet                                          | Love Is All Around                   |           |
| 30 | 24 juillet   | Wet Wet Wet                                          | Love Is All Around                   |           |
| 31 | 31 juillet   | Wet Wet Wet                                          | Love Is All Around                   |           |
| 32 | 7 août       | Wet Wet Wet                                          | Love Is All Around                   |           |
| 33 | 14 août      | Wet Wet Wet                                          | Love Is All Around                   |           |
| 34 | 21 août      | Wet Wet Wet                                          | Love Is All Around                   |           |
| 35 | 28 août      | Wet Wet Wet                                          | Love Is All Around                   |           |
| 36 | 4 septembre  | Wet Wet Wet                                          | Love Is All Around                   |           |
| 37 | 11 septembre | Whigfield                                            | Saturday Night (en)                  |           |
| 38 | 18 septembre | Whigfield                                            | Saturday Night (en)                  |           |
| 39 | 25 septembre | Whigfield                                            | Saturday Night (en)                  |           |
| 40 | 2 octobre    | Whigfield                                            | Saturday Night (en)                  |           |
| 41 | 9 octobre    | Take That                                            | Sure                                 |           |
| 42 | 16 octobre   | Take That                                            | Sure                                 |           |
| 43 | 23 octobre   | Pato Banton (en)                                     | Baby, Come Back                      |           |
| 44 | 30 octobre   | Pato Banton (en)                                     | Baby, Come Back                      |           |
| 45 | 6 novembre   | Pato Banton (en)                                     | Baby, Come Back                      |           |
| 46 | 13 novembre  | Pato Banton (en)                                     | Baby, Come Back                      |           |
| 47 | 20 novembre  | Baby D                                               | Let Me Be Your Fantasy               |           |
| 48 | 27 novembre  | Baby D                                               | Let Me Be Your Fantasy               |           |
| 49 | 4 décembre   | East 17                                              | Stay Another Day (en)                |           |
| 50 | 11 décembre  | East 17                                              | Stay Another Day (en)                |           |
| 51 | 18 décembre  | East 17                                              | Stay Another Day (en)                |           |
| 52 | 25 décembre  | East 17                                              | Stay Another Day (en)                |           |

## Classement des albums
| №  | Date         | Artiste                                             | Titre                                        | Référence |
| -- | ------------ | --------------------------------------------------- | -------------------------------------------- | --------- |
| 1  | 2 janvier    | Take That                                           | Everything Changes                           |           |
| 2  | 9 janvier    | Bryan Adams                                         | So Far So Good                               |           |
| 3  | 16 janvier   | Diana Ross                                          | One Woman: The Ultimate Collection           |           |
| 4  | 23 janvier   | Chaka Demus & Pliers                                | Tease Me                                     |           |
| 5  | 30 janvier   | Chaka Demus & Pliers                                | Tease Me                                     |           |
| 6  | 6 février    | Tori Amos                                           | Under the Pink                               |           |
| 7  | 13 février   | Enigma                                              | The Cross of Changes                         |           |
| 8  | 20 février   | Mariah Carey                                        | Music Box                                    |           |
| 9  | 27 février   | Mariah Carey                                        | Music Box                                    |           |
| 10 | 6 mars       | Mariah Carey                                        | Music Box                                    |           |
| 11 | 13 mars      | Mariah Carey                                        | Music Box                                    |           |
| 12 | 20 mars      | Morrissey                                           | Vauxhall and I                               |           |
| 13 | 27 mars      | Mariah Carey                                        | Music Box                                    |           |
| 14 | 3 avril      | Pink Floyd                                          | The Division Bell                            |           |
| 15 | 10 avril     | Pink Floyd                                          | The Division Bell                            |           |
| 16 | 17 avril     | Pink Floyd                                          | The Division Bell                            |           |
| 17 | 24 avril     | Pink Floyd                                          | The Division Bell                            |           |
| 18 | 1er mai      | Blur                                                | Parklife                                     |           |
| 19 | 8 mai        | Deacon Blue                                         | Our Town - The Greatest Hits                 |           |
| 20 | 15 mai       | Deacon Blue                                         | Our Town - The Greatest Hits                 |           |
| 21 | 22 mai       | Erasure                                             | I Say I Say I Say                            |           |
| 22 | 29 mai       | Seal                                                | Seal                                         |           |
| 23 | 5 juin       | Seal                                                | Seal                                         |           |
| 24 | 12 juin      | 2 Unlimited                                         | Real Things                                  |           |
| 25 | 19 juin      | The Cranberries                                     | Everybody Else Is Doing It, So Why Can't We? |           |
| 26 | 26 juin      | Ace of Base                                         | Happy Nation                                 |           |
| 27 | 3 juillet    | Ace of Base                                         | Happy Nation                                 |           |
| 28 | 10 juillet   | The Prodigy                                         | Music for the Jilted Generation              |           |
| 29 | 17 juillet   | The Rolling Stones                                  | Voodoo Lounge                                |           |
| 30 | 24 juillet   | Wet Wet Wet                                         | End of Part One: Their Greatest Hits         |           |
| 31 | 31 juillet   | Wet Wet Wet                                         | End of Part One: Their Greatest Hits         |           |
| 32 | 7 août       | Wet Wet Wet                                         | End of Part One: Their Greatest Hits         |           |
| 33 | 14 août      | Wet Wet Wet                                         | End of Part One: Their Greatest Hits         |           |
| 34 | 21 août      | Prince                                              | Come                                         |           |
| 35 | 28 août      | Wet Wet Wet                                         | End of Part One: Their Greatest Hits         |           |
| 36 | 4 septembre  | Oasis                                               | Definitely Maybe                             |           |
| 37 | 11 septembre | Plácido Domingo, José Carreras et Luciano Pavarotti | The Three Tenors in Concert 1994             |           |
| 38 | 18 septembre | Eric Clapton                                        | From the Cradle                              |           |
| 39 | 25 septembre | Luther Vandross                                     | Songs                                        |           |
| 40 | 2 octobre    | R.E.M.                                              | Monster                                      |           |
| 41 | 9 octobre    | R.E.M.                                              | Monster                                      |           |
| 42 | 16 octobre   | Bon Jovi                                            | Cross Road                                   |           |
| 43 | 23 octobre   | Bon Jovi                                            | Cross Road                                   |           |
| 44 | 30 octobre   | Bon Jovi                                            | Cross Road                                   |           |
| 45 | 6 novembre   | Nirvana                                             | MTV Unplugged in New York                    |           |
| 46 | 13 novembre  | Bon Jovi                                            | Cross Road                                   |           |
| 47 | 20 novembre  | Bon Jovi                                            | Cross Road                                   |           |
| 48 | 27 novembre  | The Beautiful South                                 | Carry On up the Charts                       |           |
| 49 | 4 décembre   | The Beatles                                         | Live at the BBC                              |           |
| 50 | 11 décembre  | The Beautiful South                                 | Carry On up the Charts                       |           |
| 51 | 18 décembre  | The Beautiful South                                 | Carry On up the Charts                       |           |
| 52 | 25 décembre  | The Beautiful South                                 | Carry On up the Charts                       |           |

## Meilleures ventes de l'année
La meilleure vente de singles de l'année est la chanson du film Quatre mariages et un enterrement, Love Is All Around interprétée par le groupe Wet Wet Wet, qui s'est écoulée à 1 280 000 exemplaires en 1994. C'est une des onze chansons les plus vendues de tous les temps au Royaume-Uni. Au mois de février 2021 elle compte 1 910 000 ventes. Love Is All Around a, de plus, gardé la première place du classement hebdomadaire pendant quinze semaines consécutives, plaçant la chanson au troisième rang des titres restés le plus longtemps numéro 1.
La deuxième meilleure vente annuelle est réalisée par Saturday Night (en) de la chanteuse danoise Whigfield avec 729 000 copies écoulées. La troisième place est occupée par Stay Another Day (en) du groupe East 17 grâce à 585 000 acheteurs. Suivent deux reprises, celle de Baby, Come Back par le chanteur de reggae Pato Banton (en) avec 541 000 ventes et celle de I Swear (en) par le groupe américain de R&B All-4-One, qui a culminé à la deuxième place du classement hebdomadaire et s'est vendu 507 000 fois.
| Singles | Albums |
| --- | --- |
| 1. Wet Wet Wet – Love Is All Around 2. Whigfield - Saturday Night 3. East 17 - Stay Another Day 4. Pato Banton – Baby, Come Back 5. All-4-One - I Swear 6. Bon Jovi - Always 7. Mariah Carey - Without You 8. Let Loose (en) - Crazy for You 9. Doop - Doop 10. Ace of Base - The Sign | 1. Bon Jovi – Cross Road 2. The Beautiful South - Carry On up the Charts 3. Mariah Carey - Music Box 4. Eternal - Always and Forever 5. Wet Wet Wet - End of Part One: Their Greatest Hits 6. R.E.M. - Monster 7. Pink Floyd - The Division Bell 8. Blur - Parklife 9. The Beatles - Live at the BBC 10. Carreras, Domingo, Pavarotti - The Three Tenors in Concert 1994 |